# Уста Гавраил
Уста (Майстор) Гавраил е възрожденски майстор-дюлгерин, архитектон и устабашия (главен майстор) на еснафа родом от Одрин, работил дълго време в град Копривщица. През 40-те и 50-те години на XIX век, пристигнал от Одрин по покана на тамошните преселници от копривщенския род Керекови.
Майстор Гавраил има значително количество градежи в града, извършени около средата на XIX век. Строителните похвати, прилагани от него, са съобразени с характерния за Възраждането архитектурен стил, наречен по-късно „български барок“. Стилът, развит от възрожденските архитекти, обогатен от тукашната душевност и стремеж за единство с природата, е значително по-скромен от европейските образци. Фронтоните на редица сгради в Копривщица са оформени с „кобиличните“ линии, определящи и цялостния вид и конструкция на съответната сграда. Горните сводове на редица от кованите порти, копривщенските чешми с плитките ниши, с въжеобразните си фризове и соломоновия печат, фино хармонират с природата – отдолу са с изчистени, прави линии, а отгоре се къдрят като небето.
Строежът на храма „Свети Николай“ започва след набавяне на султанско мурафле с позволение за издигането на нова църква (1839) и приключва през 1842 г. Според Константин Иречек сградата е произведение на „гръцки майстори от Пловдив“, а според Никола Мавродинов – на одринския майстор Уста Гавраил, който „извиква за тоя строеж майстори, калфи и чираци от Мирково, от Брацигово и от Одрин“.
При построяването на църквата е използван левантински стил. Стените отвън са иззидани с каменни блокове от светлосив, пълен с блестящи люспици камък. За спойка са използвани ситно счукани керемиди, жълтък от яйца и утайки от зехтин, поради което фугите са с нежен, светлорозов оттенък и са много здрави.
Талантът на Уста Гавраил стилно се изявява при строежа на други бисери: Гърковата къща (1842 г.) Моравеновата чешма (1843 г.) Генчо-Стайковата къща (около 1855 г.) и Млъчковата къща (1855 г.). Работата на одринския майстор решително оказва значително влияние върху архитектурните прелести на град Копривщица.
Взаимноосигурителната каса в Копривщица е дружество за взаимно подпомагане, основано от еснафските сдружения на абаджиите и дюлгерите в град Копривщица през 1830 година. Устабашия (главен майстор) и архитектон на дюлгерския еснаф по това време е Уста Гавраил.

## Творби
| Име                                                                    | Населено място | Построена   | Снимка                |
| ---------------------------------------------------------------------- | -------------- | ----------- | --------------------- |
| Храм Свети Николай Паметник на култутата с Местно, ансамблово значение | Копривщица     | 1839 – 1842 | Храм Свети Николай    |
| Гъркова къща Паметник на култутата с Национално значение               | Копривщица     | 1842        | Гъркова къща          |
| Моравенова чешма Паметник на култутата с Местно, ансамблово значение   | Копривщица     | 1843        | Моравенова чешма      |
| Генчо-Стайкова къща Паметник на култутата с Национално значение        | Копривщица     | 1855        | Генчо-Стайковата къща |
| Млъчкова къща Паметник на култутата с Национално значение              | Копривщица     | 1855        | Млъчкова къща         |